# Université fédérale du sud et du sud-est du Pará
L'Université fédérale du sud et du sud-est du Pará (en portugais : Universidade Federal do Sul e Sudeste do Pará, UNIFESSPA) est une université publique multi-campus, basée dans la ville de Marabá, avec des campus à Santana do Araguaia, São Félix do Xingu, Rondon do Pará et Xinguara. La loi qui a créé l'institution a été promulguée le 5 juin 2013 par la présidente Dilma Rousseff.

## Historique
Unifesspa est le résultat du démembrement du campus Marabá de l'Université fédérale du Pará. En 2018, l'institution détenait un total de 37 diplômes; 28 à Marabá, 1 à Santana do Araguaia, 1 à São Félix do Xingu, 3 à Rondon et 4 à Xinguara. Il gère également onze centres universitaires avancés à Abel Figueiredo, Bom Jesus do Tocantins, Breu Branco, Canaã dos Carajás, Itupiranga, Jacundá, Moju, Ourilândia do Norte, Piçarra, Tailândia et São Geraldo do Araguaia,.
Dans le classement des universités Folha (RUF; en portugais: Ranking Universitário Folha) de 2019, UNIFESSPA s'est classé 182 sur 197 universités, gagnant ainsi 10 places depuis sa première apparition sur la liste en 2016; au RUF, les cours les mieux classés étaient le génie chimique et l'agronomie.